# Hygrotus confluens
Hygrotus confluens es una especie de escarabajo del género Hygrotus, familia Dytiscidae. Fue descrita científicamente por Fabricius en 1787.

## Distribución geográfica
Habita en Europa y norte de Asia (excepto China).